# 凯法利尼亚专区
凯法利尼亚专区（希臘語：Περιφερειακή Ενότητα Κεφαλληνίας），是希腊伊奧尼亞群島大區的一个专区。首府为阿尔戈斯托利翁。专区面积为786.575平方公里。

## 行政
凯法利尼亚专区成立于2011年，在当时的卡利克拉提斯改革方案中，希腊所有州份被取消。在原凱法利尼亞州的区域内成立了凯法利尼亚专区和伊萨基专区。在2011年至2019年间凯法利尼亚专区内只有一个同名市镇，由岛上8个前市镇合并而成。自2019年起，凯法利尼亚专区划分为3个市镇：
- 阿尔戈斯托利翁
- 利克苏里翁
- 萨米